# مکنزی (داکوتای شمالی)
مکنزی (به انگلیسی: McKenzie) یک منطقهٔ مسکونی در ایالات متحده آمریکا است که در شهرستان برلی، داکوتای شمالی واقع شده‌است. مکنزی ۹۳٫۱ کیلومتر مربع مساحت و ۸۳ نفر جمعیت دارد و ۵۳۳٫۱ متر بالاتر از سطح دریا واقع شده‌است.